# Claude Huriez
Claude Huriez, né le 12 décembre 1907 à Tourcoing et mort le 8 février 1984 à Paris, est un médecin dermatologue français.

## Biographie
Fils de Clément Huriez, médecin, et de Valentine Dewyn, il est marié à Geneviève Dupuis le 20 décembre 1952. Il fait ses études au lycée de Nice et de Tourcoing et à la faculté de médecine de Lille.
Docteur en médecine, agrégé de médecine générale (1936), il est professeur de clinique dermatologique (1944), médecin de l'hôpital régional de Lille puis professeur de médecine, longtemps titulaire de la chaire de dermatologie à l'université de Lille. Claude Huriez s’est fait le champion de la lutte antisyphilitique, sujet de nombre de ses travaux notamment concernant la transmission de la maladie.
Son mandarinat est resté gravé dans les mémoires par ses cours magistraux qui, rassemblant plusieurs centaines d’étudiants, s’apparentaient à des shows : mise en scène soignée des présentations de cas, utilisation dès les années 1960 de vidéotransmission. Il est président des œuvres d'hygiène sociale de Tourcoing (1944 - 1951), secrétaire général de la commission d'achèvement de la cité hospitalière de Lille dès 1949, administrateur puis vice-président du centre hospitalier régional, on a donné son nom à l'un des hôpitaux de la Cité hospitalière de Lille.
Membre dès 1949 de la Commission nationale du plan hospitalier, membre du Comité consultatif des universités entre 1950 et 1969 et du conseil permanent d'hygiène sociale dès 1946, il est membre correspondant, puis membre titulaire en 1972 de l'Académie nationale de médecine. Il est membre de l'Académie de médecine de Rio de Janeiro et de l'Académie royale de médecine de Belgique, président d'honneur de la Société française de dermatologie, membre de l'American Dermatological Association, du Collège ibéro-latino-américain, de l'Australiasan Collège of Dermatology.